# Suikkassuaq
Der Suikkassuaq (nach alter Rechtschreibung Suíkagssuaĸ, „der große Feste“) ist ein grönländischer Berg im Distrikt Nanortalik in der Kommune Kujalleq.

## Lage
Der Berg befindet sich am Ufer des Tasermiut Kangerluat etwa 25 km nordöstlich von Tasiusaq und 45 km nordöstlich von Nanortalik. Der nächste Berg nach Norden ist der Ulamertorsuaq, getrennt durch das Tal Qoorormiut Kangilliit. Südlich liegt das Tal Qoorormiut.

## Besteigung
Der Suikkassuaq trug früher den Namen Ulamertorsuaq, welcher auf den nördlich gelegenen Berg übergegangen ist. Von Bergsteigern ist veraltetes Kartenmaterial genutzt worden, sodass sich unter diesen der alte Name für diesen Berg eingebürgert hat. Daneben wird der Name Naluumasortup Qaqqaa für den Ostgipfel genutzt. Ursprünglich war Naluumasortooq ein Name für den Ulamertorsuaq, der zu Beginn des 20. Jahrhunderts außer Gebrauch geriet. Von Bergsteigern wurde dieser dann auf einen unbenannten Berg östlich des Suikkassuaq angewendet.
Die Gipfelregion des Suikkassuaq ist stark strukturiert. Es gibt vier Gipfelpunkte mit den Höhen 1858 m, 1843 m, 1829 m und 1825 m, von denen der 1843 m hohe Westgipfel der alpinistisch wichtigste ist. An der Nordwest- und der Nordostseite befinden sich zwei kleinere Gletscher.[Beleg?] Ähnlich wie sein nördlicher Nachbar zeichnet sich der Suikkassuaq durch seine bis zu 1000 m hohen Granitwände aus. Besonders die Westwand hat bei Kletterern den Ruf als eine der herausforderndsten Big Walls der Erde, vergleichbar mit dem El Capitan oder dem Cerro Torre.[Beleg?] 1977 wurde der Suikkassuaq durch eine französische Seilschaft erstbestiegen. 1994 richteten Stefan Glowacz, Kurt Albert und Gefährten die wohl berühmteste Route Moby Dick (IX+/A2) ein. Sie ist 1998 von einem slowakischen Team erstmals frei geklettert worden.